# Dru Gordon
Dru Gordon (engl. Drew Gordon, San Hoze, 12. jul 1990 — Portland, 30. maj 2024) bio je američki košarkaš. Igrao je na poziciji krilnog centra.

## Karijera
Gordon je pohađao univerzitet UCLA iz Los Anđelesa, ali se tokom svoje druge godine na tom koledžu prebacio na Univerzitet Nju Meksiko. Nakon dolaska u Novi Meksiko Gordon je dosta popravio svoju statistiku i igrao je startnog centra, gde je bio dominantan igrač u reketu. Bio je rođeni brat košarkaša Arona Gordona.
Nakon što nije izabran na NBA draftu 2012. godine, u avgustu je potpisao svoj prvi profesionalni ugovor sa Partizanom. Napustio je Partizan u martu 2013. i prešao u italijanski Dinamo Sasari. U julu 2013. odlazi u turski Banvit, ali ih napušta krajem decembra iste godine i vraća se u Dinamo Sasari sa kojim osvaja prvi klupski trofej u italijanskom kupu 2014. godine. Jula 2014. zaigrao je za Filadelfija seventisikserse u NBA letnjoj ligi što mu je u oktobru iste godine donelo i prvi NBA ugovor upravo sa ovom ekipom. Kasnije tog meseca Seventisiksersi ga otpuštaju, ali ga 10. novembra ponovo potpisuju.
Stradao je 30. maja 2024. u saobraćajnoj nesreći u Portlandu. Iza njega su ostali žena i troje dece.

## Uspesi

### Klupski
- Dinamo Sasari:
  - Kup Italije (1): 2014.